# Arcopagia fausta
Arcopagia fausta is een tweekleppigensoort uit de familie van de Tellinidae. De wetenschappelijke naam van de soort is voor het eerst geldig gepubliceerd in 1799 door Pulteney.